# سميرة القادري
سميرة القادري مطربة وفنانة مغربية وباحثة في علم الموسيقى ولدت في مدينة الصويرة بالمغرب.

## حياتها
نشأت في كنف أسرة تنتمي إلى الزاوية القادرية الشرقاوية التي اشتهرت بقصائدها الصوفية النسائية التي عرفت بـ'غناء الفقيرات'. كان والدها عاشقا للموسيقى هاويا للتمثيل. وقد برزت لها عدة مواهب في المسرح والتمثيل والغناء منذ الطفولة، وبعد نيل شهادة الباكالوريا إلتحقت بالمعهد العالي للفن المسرحي والتنشيط الثقافي بمدينة الرباط لصقل موهبتها، وهناك درست الأدب والفن والتدبير الثقافي بشكل احترافي وعلمي بعد تعرفها على كتاب وأدباء ومؤرخين ومسرحيين كبار.
يعود نجاحها إلى اكتشافها لعدة نظريات جديدة في تاريخ الموسيقى المتوسطية، من خلال عدة أبحاث عرفت بها في العالم، ومن خلال إشرافها على العديد من المحترفات التكوينية في الموسيقى الإيبيرية. وأيضا مشاركاتها العديدة في إلقاء مجموعة من المحاضرات في الجامعات المتوسطية في الدول العربية والأوروبية.
تخصصت في البداية في الغناء والموسيقى العريقة Musique antique وخاصة الغناء السيريالي الخاص بالكنائس الشرقية والموسيقى المدجنة musique mudejar. وبعد ذلك إختارت غناء البحر الأبيض المتوسط (غناء الأندلسيات) Chant des Andalousie حيث إستفادت من دروس مكثفة Master-class في تقنيات الأداء والارتجال واللغات القديمة لأداء القطع القروسطوية الأندلسية بين الشرق والغرب المادريجال Madrigal - - التروبادور أوالشعراء المتجولون كما يطلق عليهم جنوب فرنسا (les troubadours) والمنسنجير الألماني وقصائد القديسة مريم cantigas de santa maria المعروفة بالبرتغال وإسبانيا، بالإضافة إلى القصائد الصوفية المورسكية التي تؤديها بلغة الالخميادو.
وتعتبر سميرة أول من غنى الشعر العربي في قالب الليد والرومانسا والكانطاطا حيث إنفردت بهذه التجربة في المغرب والوطن العربي.هذا بالإضافة إلى تجربتها في أداء الأوبرا باللغة العربية.
وإيمانا منها بأهمية اللغة العربية وبسلاستها في خلق مدرسة ليريكية عربية، نجحت سميرة في ركوب صهوة المغامرة من خلال تطويع الكلمة العربية في قوالب موسيقى عالمية في مجتمعات تكاد تنعدم فيها تقاليد الموسيقى الأوبرالية، أو فيما شابه ذلك مع المؤلف الموسيقي مصطفى عائشة الذي كرس منذ 1968 كل مساره التأليفي الموسيقي في ملائمة اللغة العربية في قوالب أكاديمية عربية وخاصة الليد.
تعتبر سميرة القادري أول سوبرانو تبدع في هذه التجربة حيث واصلت في غياب أي مراجع أو تجربة سابقة غناء كل أعمال الراحل مصطفى عائشة، فراكمت تجربة تضم قصائد ليريكية لخيرة من الشعراء العرب تتوزع بين الليد والرومانسا والمونودراما والكانطاطا وغيرها من القوالب في الموسيقى العالمية نذكر الأهم منها التي غنتها سميرة رفقة العازفين - كارمن ألفريس- محسن الرهوني _ سوزان مانوف

## جوائز
- أول امرأة عربية تم اختيارها «المرأة المبدعة 2007» من طرف الجماعة الأوروبية لمناصرة النساء. [1]

- الميدالية الفضية من أكاديمية الفنون والعلوم والآداب بباريس في عام 2010

- الجائزة الكبرى لجوائز ناجي نعمان للآداب ولقب سفيرة فوق العادة للثقافة بالمجان في عام 2011

- الميدالية الذهبية للاستحقاق من المجلس الوطني للموسيقى بالرباط التابع لليونسكو.

- جائزة المهاجر العالمية للفكر والآداب والفنون بملبورن بأستراليا.
- لقب (شخصية العام الثقافية) بالعالم سنة 2011 من منظمة المهاجر الثقافية بأستراليا.

- لقب سفيرة للثقافة في العالم رفقة الشاعر المغربي عبد الكريم الطبال في 2012 من جامعة عبد المالك السعدي بتطوان.
- جائزة الفارابي للموسيقى العتيقة" التي تشرف عليها اللجنة الوطنية للموسيقى بالمغرب المرتبطة بالمجلس الدولي للموسيقى باليونيسكو

## أعمالها
1997 - مجموعة 1 قصائد ليريكية للسوبرانو والبيانو بعنوان حلم يضم الأعمال التالية:
- اندفاع للشاعر نزار قباني
- دربها النجم للشاعر خازن عبود
- أيها الشحرور غني للشاعر جبران خليل جبران.
- قصيدة حب للشاعر
- إليك حبيبتي جاك بريفير pour toi mon amour Jacque Prevet.
- وجبة فطور جاك بريفير Dejeuner du Matin Jacque prevert.

- سيريناتا للشاعر غارسيا لوركا Serenata F.G.Lorca.

1999 - المجموعة 2 ٌقصائد ليريكية للسوبرانو والبيانو بعنوان ' قنطرة الياسمين تضم الأعمال الغنائية التالية:
- قنطرة الياسمين للشاعر سعيد عقل.
- ثلاتية أطفال وارسو لعبد الوهاب البياتي.
- هدية جميلة للشاعر الهندي ربندر طاغور.
- قراءة للشاعر وزير الثقافة المغربي محمد الاشعري.
- يا عيدها للزجال المغربي حسني الوزاني.
- في كل ليلة للزجال المغربي حسني الوزاني.
- شفتاك احبهما للشاعر سعيد عقل.
- البحارة Marinera للشاعر الإسباني Rafael Alberti لرفائيل ألبيرتي.

2002 - غراميات في حدائق الأندلس للسوبرانو والاكسترا مستوحى من التراث الأندلسي المغربي ما يسمى بالنوبة يضم الإبداعات التالية
- نواسيم البستان للشاعر ابن زمرك.
- تراه غاب عني للشاعر الصوفي ابن الفارط.
- نجوم - نكتب كتاب - ليلية- نجوم- انشاد- تنهيدة- رسالة حب - مليح المحيا- غصن الريحان لشعراء من الأندلس.

2003 - مجموعة ليديرية للسوبرانو والاركسترا بعنوان ' أجمل منك لا ' تضم الأعمال التالية
- شالها الأحمر
- أجمل منك لا لسعيد عقل.
- أحلى خبر لسعيد عقل
- مراهقة لخازن عبود
- رومنسا للزجال حسني الوزاني.
- إبحار في عينيك للشاعر الفلسطيني لطفي زغلول.
- تذكري باربرا Rappelles toi Barbara jacque perevet
- البلبل لسعيد عقل
- على شاطئ مرتيل للشاعر المغربي محمد شقور.

2004 المعتمد بن عباد عاشقا' ' La pasion del Mutamid' segio Macias مومودراما غنائية للسوبرانو والاركسترا للشاعر الاجنتيني سيرجيو ماتياس Segio Maticias.
2005 - مسرحية غنائية بعنوان ' رحمة' مقتبسة من المسرحية العالمية ' يارما' للشاعر والمسرحي غارسيا لوركا.
إلى جانب هذه الإبداعات غنت مجموعة من الأعمال من الربيطوار العالمي نذكر Manuel de Falla-
- مانويل دي فايا- شوبير Schubert- ايريك ساتيي Eric Satie- انريكاي غرنادينوس- Enrique granadinos Enr -جورج بيزاي G.bizet - سكرلاتي Scarlati - خبيير منتسلفاتجي Xavier Monstsavadje الخ....

إلى جانب تجربتها المتفردة في أداء الشعر العربي في قوالب عالمية استطاعت سميرة القادري بفضل غنائها بالعربية أداء قطع موسيقية عربية-أندلسية باللادينو لقصائد شعبية وروائية سفاردية Ballade - Romances sefarades وبالإسبانية العتيقة Gallego - Poruges قصائد الكانتيغا وبلغة OC أغاني الشعراء الجوالين التروبادور والغناء المدجن chant mudejar وأخيرا الغناء الصوفي المورسكي باللغة الالخمية Aljamiado أن تجعل لنفسها مكانة متفردة في مجال الموسيقى الغنائية المتوسطية، والعالمية عموما، سواء للقيمة الفنية لما تقدمه من إبداعات، أو بالنظر إلى التزامها العميق بمبدأ التقاسيم خاصة في ارتباطه بلغة الموسيقى الكونية. بموهبتها وسمو روحها أصبحت هذه الفنانة أحد رموز البحر الأبيض المتوسط وصلة وصل بين نساء ورجال عديدين وبين أكثر من ثقافة مختلفة.
هذه الفنانة المتميزة تقترح ربرطوارات تتوزع بين تجربتين مختلفتين الأولى في الليد والأوبرا وغير ذلك من الأشكال الأكاديمية، والثانية وهي التي حققت بها شهرة ومكانة داخل جمهور ذواق وتواق في غناء أندلسيات البحر الأبيض المتوسط الذي استمد جذوره من تقاليد عريقة أندلسية ايبيرية.وهو الذي حققت فيه نجاحا باهرا ومكانة متفردة كذلك في العمل على تأصيل الريببرطوار القروسطوي من خلال البحث والتنقيب والاستناد على الوثائق العلمية.
بفضل التلوينات اللغوية والمقامية التي تطبع إبداعات سميرة في تجربتها الثانية اتسعت رقعة جمهورها وتشعبت لتشمل متذوقين من بلدان المتوسط شرقا وغربا.
وأنت تحضر إحدى عروض سميرة القادري تجد نفسك أمام عالمة بفضل تفسيراتها وصوتها تحلق بك في فضاءات وأزمنة تحيي فيك حنينا إلى العصور الذهبية لأجدادنا الأندلسيين. تجد نفسك أسير صوت بلور فيروزي يحط بك في زمن مسكوت عنه. زمن التنكيب والمحنة التي عاشها المورسكيون.
الريبيرطوار المتوسطي الذي تشتغل عليه سميرة هو تركيب لتقاليد أندلسية مختلفة أغنت تراث البحر الأبيض المتوسط. إبداعات موسيقية نجدها بالمغرب وإسبانيا واليونان وتركيا وسوريا وفرنسا... ولكن ما يميز تجربتها هو التأصيل في إخضاع هذا الإرث المشترك إلى أصوله معتمدة على الآلات المسلمة كالعود والقانون والرباب في الغناء.
إيمانا منها واستنادا على البحث من خلال المنمنمات والمصادر والرسومات الجدرانية تقر أن كل الأندلسيين ورثة شرعيين لهذا الربرطوار أي هذه الذاكرة المشتركة.
سميرة بصوتها تقاوم وتناضل لأنه بالنسبة لها الموسيقى الأندلسية حرقت ودمرت تعصبا وبدلت بلالات غربية أي عرفت نفس المصير المأساوي الذي عرفه المورسكي الذي طرد.
سميرة القادري صوت متوسطي بامتياز مصر على النبش في ذاكرة الماضي والعمل على إيصال رسائل إنسانية تحمل مواضيع رد الاعتبار للقيمة الحضارية الإنسانية لتجربة إسبانيا المسلمة الناتجة عن التحاور الحضاري العميق بين كل مكونات المجتمع الأندلسي.
كل الإبداعات التي قدمتها منذ 1995 تعيد الحياة لفترة تاريخية منصرمة، فترة مرتبطة بالقرون الوسطى كان فيها لكلمة «أخوة» معنى عميقا وكان المسلمون واليهود والمسيحيون يتعايشون بشكل طبيعي. أكثر من كونها لقيات أركيولوجية، فإن الأناشيد وأنواع الموسيقى التي أخذت من الزجل والموشحات والغناء السفرادي ومدائح الكانتيغا تعلي من قيمة مبدأ الحوار وتشكل صلة وصل بين الشعوب.
ويعود نجاح سميرة القادري في بحثها في غنائيات البحر الأبيض المتوسط، إلى اكتشافها لعدة نظريات جديدة في تاريخ الموسيقى المتوسطية، من خلال عدة أبحاث عرفت بها في العالم، ومن خلال إشرافها على العديد من المحترفات التكوينية في الموسيقى الإيبيرية. وأيضا مشاركاتها العديدة في إلقاء مجموعة من المحاضرات في الجامعات المتوسطية في الدول العريبة والأوربية، وتأطير مجموعة من الندوات تخص بالأساس:
1. دور الموسيقى الأندلسية في تشكيل بناء الموسيقى الأوربية.
2. صورة المرأة في الثقافات المتوسطية.
3. أوجه التشابه والاختلاف بين الموسيقى الإسبانية القديمة والموسيقى الأندلسية، الكانتيغا نموذجا.
4. الحب العذري وإقحامه في الشعر الأوربي.
5. صورة الموريسكي في الشعر الرومانسي الإسباني القديم.
6. دراسة في الأدب الموريسكي الألخميادو.
7. الشعر الصوفي الموريسكي بين التهميش والتنقيب.

- دجنبر 2009: مهرجان ليالي الشرق بديجون فرنسا
- سنة 2010: مهرجان موازين بالرباط - مهرجان أليغريا بشفشاون- مهرجان الموسيقى الغرناطية بوجدة-مهرجان جنوب إسبانيا بمدريد – معرض الكتاب بالبحرين.
- سنة 2011- اليوم العالمي للمرأة بشونوف بفرنسا - ليالي المعارض بإسبانيا مهرجان الدولي بألميرية بإسبانيا - مهرجان موازين - مهرجان صيف الاوداية بالرباط...

وقد ساهم نجاحها الباهر في أبحاثها العلمية وعروضها الأوبرالية عالميا، في تبوئها مكانة في العديد من أعمالها المصورة والمسجلة،
وتعتبر الفنانة سميرة القادري من المدافعين عن قضية الأندلس المهجرين ولهذا سخرت صوتها وأبحاثها لإحياء مجد الحضارة الأندلسية العربية التي يسعى البعض من الضفة الأخرى طمس معالمهاولهذا سميت بسفيرة الثقافة المجانية والتي نالت من خلالهاعدة جوائز جائزة ناجي نعمان وجائزة الفارابي من منطمة اليونيسكو، وكذلك جائزة الأكاديمية العالمية للفنون.

## أشرطة وتسيجيلات
- 1998 شريط «حلم» للسوبرانو والصوت من تأليف مصطفى عائشة الرحماني.
- 2001 غراميات في حدائق الأندلس " للسوبرانو واوركسترا الحجرة بإسبانيا.
- 2008: " Senda de la vida " للسويرانو والبيانو من أعمال المؤلفين المغاربة مصطفى عائشة الرحماني– موريس أوحنا.
- 2009 _ أندلسيات من ضفة إلى أخرى.
- 2011- قصائد النساء Cantigas de mujeres من إنتاج وتوزيع شركة Pneuma.

1. الفيلم الوثائقي: «الأشرعة السوداء» إنتاج قناة الجزيرة الوثائقية.
2. الفيلم القصير: «امرأة اسمها رشيد» للمخرج رشيد القاسمي، إنتاح قناة الجزيرة.
3. الفيلم القصير: " Terminus des anges " لمخرجه هشام العسري
4. الفيلم الوثائقي: «من روح المدينة» لمخرجه Thierry Tijeras
5. شريط حول «مهرجان أصوات نسائية». «السيدة الحرة» لمخرجه جمال السويسي.
6. شريط تلفزي من إخراج نرجس النجار بعنوان «عاشقة الريف».

## إبداعات مشتركة
- 2001 – 2004 : قنطرة الياسمين Puente de yasmine : إبداع مشترك مع عازفة البيانو الإسبانية Carmen Alvarez.
- :2006 إبداع مشترك مع عازف القيثارة Marcelo De La Puebla.
- 2007 : » الحب الساحر: « Amor Brujo لمانويل دي فايا حيث تقاسمت شخصية قنديلة مع الفنان الفرنسي Contre ténor Alain Aubin.
- 2007 : Nouba Rudolfinum / سميرة قادري – Ginesa Ortega – ثلاثي إدريس الملومي تحت قيادة المايسترو Michel Swierczewshi.
- 2008 :» « Su senda de la vida مشاركة مع العازف الإسباني Luis Mariscal.
- 2009 : « Melos » إبداع مشترك مغربي إسباني يوناني إيراني ما بين سميرة قادري، Esperanza Fernandez Giorgis xyolis والقيادة الفنية للفنان الإيرانيKevan Chemirani.
- 2010 : إبداع مشترك مع المغنية الإسبانية Rocio Marquez بعنوان «رقصة موريسكية».
- 2011 : عمل مشترك بعنوان «حوار المحبة» مع الأوركسترا الهارمونية لمدينة شونوف الفرنسية بقيادة Thierry weber ونبيل أقبيب.

وقد تبوأت سميرة القادري بفضل جهودها ونظرياتها الجديدة في البحث، وغنائها المنفرد في العالم لموسيقى المتوسط بثلاث لغات، تكريمها في عدة محطات في دول العالم، وحصولها على العديد من الجوائز العربية والعالمية أهمها:
- في دجنبر 2008 نالت «جائزة الفارابي للموسيقى العتيقة» التي تشرف عليها اللجنة الوطنية للموسيقى بالمغرب المرتبطة بالمجلس الدولي للموسيقى باليونيسكو.
- باعتبارها فنانة غنائية وممثلة وباحثة في علم الموسيقى، كانت سميرة القادري أول امرأة عربية تم اختيارها «المرأة المبدعة 2007» من طرف الجماعة الأوروبية لمناصرة النساء.
- سنة 2010 حازت على الميدالية الفضية من أكاديمية الفنون والعلوم والآداب بباريس.
- كرمت في المسرح الوطني بمدينة الرباط، لدى وزارتي الثقافة والتعليم العالي وتكوين الأطر والبحث العلمي.
- 2011 - اختيرت من قبل جريدة الشمال شخصية السنة إلى جانب الباحث الأكاديمي مولاي أحمد الريسوني، وفي نفس السنة كرمتها بلدية شونوف بفرنسا.
- 2011_ الجائزة الكبرى لجوائز ناجي نعمان للآداب ونيل لقب سفيرة فوق العادة للثقافة بالمجان.
- 2011- الميدالية الذهبية للاستحقاق من المجلس الوطني للموسيقى بالرباط التابع لليونسكو.
- 2011- جائزة المهاجر العالمية للفكر والآداب والفنون بملبورن بأستراليا، وقد منحتها منظمة المهاجر الثقافية بأستراليا في نفس السنة، شخصة العام الثقافية بالعالم سنة 2011.
- 2012 - منحتها جامعة عبد المالك السعدي بتطوان، لقب سفيرة للثقافة بالعالم رفقة الشاعر المغربي عبد الكريم الطبال.

بموازاة مشوارها الفني تقوم سميرة القادري بنقل مهاراتها الفنية والثقافية للأجيال الشابة بصفتها مديرة دار الثقافة بمدينة تطوان.
رئيسة إيكوم – المغرب، الجمعية التي تعمل على تأمين تبادل ثقافي مثمر بين مجتمعات البحر الأبيض المتوسط.
خريجة المعهد العالي للتنشيط المسرحي والثقافي.عضو مؤسس ومديرة فنية.
- المديرة الفنية للمهرجان الدولي للعود بتطوان المغرب.
- المديرة الفنية لملتقى أندلسيات شفشاون بالمغرب.